# DierAnimal
DierAnimal és un partit polític belga, bilingüe i animalista que es va fundar el 2018. Té per objectiu crear una societat en la què qualsevol individu sigui respectat, independentment de quin sigui el seu color de pell, gènere, edat o espècie. Dona suport a l'alliberament animal total i s'oposa a la indústria càrnia i a l'experimentació amb animals.

## Resultats electorals

### Eleccions federals
| Any d'elecció | Nombre de vots | Percentatge de vots | Nombre d'escons | +/- | Referències |
| ------------- | -------------- | ------------------- | --------------- | --- | ----------- |
| 2019          | 47.733         | 0,70 %              | 0               | -   | [ 3 ]       |

### Eleccions regionals

#### Al Parlament de la Regió de Brussel·les-Capital
El 2019 es va presentar a les eleccions de la Regió de Brussel·les-Capital i va obtenir un escó al Parlament de Brussel·les. El maig de 2020, la diputada Victoria Austraet va ser expulsada del partit, i per tant, DierAnimal va perdre la representació parlamentària.
| Any d'elecció | Grup lingüístic | Nombre de vots | Percentatge de vots | Nombre d'escons | +/- | Referències |
| ------------- | --------------- | -------------- | ------------------- | --------------- | --- | ----------- |
| 2019          | Neerlandès      | 691            | 0,99 %              | 0               | -   | [ 6 ]       |
| 2019          | Francòfon       | 5.113          | 1,32 %              | 1               | -   | [ 6 ]       |

#### Al Parlament Flamenc
| Any d'elecció | Nombre de vots | Percentatge de vots | Nombre d'escons | +/- | Referències |
| ------------- | -------------- | ------------------- | --------------- | --- | ----------- |
| 2019          | 36.944         | 0,87 %              | 0               | -   | [ 7 ]       |

#### Al Parlament Való
| Any d'elecció | Nombre de vots | Percentatge de vots | Nombre d'escons | +/- | Referències |
| ------------- | -------------- | ------------------- | --------------- | --- | ----------- |
| 2019          | 18.417         | 0,91%               | 0               | -   | [ 8 ]       |

### Eleccions al Parlament Europeu
A les eleccions europees de 2019 es van presentar en solitari a la regió germanòfona i en coalició amb el Partit dels Treballadors de Bèlgica (PTB) a les regions francòfona i flamenca. Van obtenir un escó al Parlament Europeu a la regió francòfona que va ser ocupat pel Marc Botenga del PTB.